# دانشگاه دولتی ریازان
دانشگاه دولتی ریازان (به لاتین: Ryazan State University) یک دانشگاه در روسیه است که در ریازان واقع شده‌است.